# Victor Crivoi
Victor Crivoi, né le 25 mai 1982 à Bucarest, est un joueur de tennis professionnel roumain droitier.
Il a représenté son pays dans le groupe mondial de Coupe Davis en 2009 et 2011.

## Palmarès

### Titre en simple
Aucun

### Finale en simple
Aucune

### Titre en double
Aucun

### Finale en double
Aucune

## Parcours dans les tournois duGrand Chelem

### En simple
| Année | Open d'Australie | Open d'Australie | Internationaux de France | Internationaux de France | Wimbledon      | Wimbledon    | US Open         | US Open       |
| ----- | ---------------- | ---------------- | ------------------------ | ------------------------ | -------------- | ------------ | --------------- | ------------- |
| 2008  | —                | —                | 1er tour (1/64)          | D. Marrero               | —              | —            | —               | —             |
| 2009  | —                | —                | 2e tour (1/32)           | G. Monfils               | 2e tour (1/32) | N. Davydenko | 1er tour (1/64) | P. Capdeville |

N.B. : à droite du résultat se trouve le nom de l'ultime adversaire.

## Parcours dans lesMasters 1000
| Année | Indian Wells | Miami | Monte-Carlo | Rome                 | Madrid | Canada | Cincinnati | Shanghai | Paris |
| ----- | ------------ | ----- | ----------- | -------------------- | ------ | ------ | ---------- | -------- | ----- |
| 2009  | —            | —     | —           | 2e tour R. Söderling | —      | —      | —          | —        | —     |

N.B. : sous le résultat se trouve le nom de l’ultime adversaire.